# One Shot '80 Volume 9
One Shot '80 Volume 9 è nona raccolta di canzoni degli anni '80, pubblicata in Italia dalla Universal su CD (catalogo 314 5 41108 2) e cassetta (314 5 41108 4) nel 2000, appartenente alla serie One Shot '80 della collana One Shot.
Raggiunge la posizione numero 16 nella classifica degli album in Italia del 2000, risultando il 146° più venduto nel 2000.

## Tracce
Il primo è l'anno di pubblicazione del singolo, il secondo quello dell'album; altrimenti coincidono. 
1. Billy Idol – Eyes Without a Face (album version) – 4:56 (Billy Idol, Steve Stevens) – 1984, 1983
2. Falco – Rock Me Amadeus (album version) – 3:21 (Robert Bolland, Ferdinand Bolland, Johann Hoelzel) – 1985
3. Climie Fisher – Love Changes (Everything) – 4:26 (Simon Climie, Robert Fischer, Dennis Morgan) – 1987
4. Men Without Hats – The Safety Dance (album version) – 4:28 (Ivan Doroschuk) – 1983, 1982
5. Caroline Loeb – C'est la ouate – 3:48 (Philippe Chany,  Pierre Grillet, Caroline Loeb) – 1986, 1987
6. Giorgio Moroder – From Here to Eternity (album version) – 5:49 (testo: Peter Bellotte – musica: Giorgio Moroder) – 1977
7. My Mine – Hypnotic Tango – 4:29 (Ginko, Tayx) – 1983
8. Aneka – Japanese Boy (single version) – 3:54 (Bobbie Heatlie) – 1981
9. The Blow Monkeys – Digging Your Scene – 4:05 (Dr. Robert) – 1986
10. Timex Social Club – Rumors (album version) – 5:46 (Michael Marshall, Marcus Thompson, Alex Hill, Anthony Gilmour) – 1986
11. Flash and the Pan – Midnight Man – 4:53 (Harry Vanda, George Young) – 1985, 1984
12. Paul Hardcastle – 19 (single version) – 3:31 (Paul Hardcastle, Jonas Mc Cord, William Coutourie, Mike Oldfield) – 1985
13. Iván – Fotonovela – 4:30 (Luís Gomez-Escolar Roldán) – 1984
14. Curiosity Killed the Cat – Name and Number – 4:00 (Glenn Skinner, Ben Volpeliere-Pierrot, Julian Brookhouse, Nicholas Thorp, Miguel Drummond) – 1989
15. Godley & Creme – Cry (single version) – 3:55 (Kevin Godley, Lol Creme) – 1985
16. Holly Johnson – Americanos – 3:36 (Holly Johnson) – 1989
17. OFF [Organisation For Fun] – Electrica Salsa (Baba Baba) (single version) – 3:37 (Luca Anzilotti, Michael Münzing) – 1986, 1988
18. Cook da Books – Your Eyes – 4:42 (Vladimir Cosma, Jeff Jordan) – 1982